# Iubita locotenentului francez
Iubita locotenentului francez (în engleză The French Lieutenant's Woman) este un roman postmodern de ficțiune istorică, scris de John Fowles și publicat în 1969. A fost al treilea roman publicat, după Colecționarul (1963) și Magicianul (1965). Protagoniștii romanului, Charles Smithson și Sarah Woodruff, trăiesc o poveste de dragoste, într-o narațiune tipică autorității lui Fowles în literatura epocii victoriene, prin care acesta subscrie, dar și aduce critici multor reguli urmate de romanele din acea perioadă.
Revista American Libraries a inclus romanul în lista cărților reprezentative din 1969. După nivelul ridicat de popularitate la publicare, s-au realizat numeroase ediții, inclusiv traduceri ale romanului în diferite limbi; imediat după publicare, romanul a devenit obiect de studiu pentru mulți critici literari.  În 2005, revista Time a ales romanul drept unul dintre cele mai bune 100 de romane în limba engleză de la înființarea ei în 1923 și până atunci.
Romanul este cunoscut, în mare parte, pentru calitățile literare postmoderniste, cu accente de metaficțiune, istoriografie, metaistorie, critică marxistă și feminism. Din punct de vedere stilistic și tematic, romanul a fost apreciat ca fiind metaficțiune istoriografică. Contrastul dintre independenta Sarah Woodruff și personajele masculine ce se încadrează în stereotipurile epocii aduce în prim plan abordarea problemelor legate de gen.
În 1981 romanul a fost adaptat cinematografic în Iubita locotenentului francez, film regizat de Karel Reisz, după un scenariu adaptat de Harold Pinter, cu Meryl Streep și Jeremy Irons în rolurile principale. Filmul a fost apreciat unanim și a fost răsplătit cu mai multe premii BAFTA și Globul de Aur.

## Context
Înainte ca Fowles să publice The French Lieutenant's Woman în 1969, el își stabilise deja reputația literară cu romanele sale Colecționarul (1963) și Magul (1965). În timp ce scria Iubita locotenentului francez, el lucra la scenariul pentru adaptarea filmului The Magus (1968). Mai mult, The Collector (1965) fusese deja adaptat într-un film care câștigase atenția populară a lui Fowles. Fowles a descris principala sa inspirație pentru ca Iubita locotenentului francez să fie o imagine persistentă a unei „femei victoriene”, care s-a dezvoltat ulterior în personajul titular al romanului, Sarah Woodruff. Într-un eseu din 1969 intitulat „Note despre un roman neterminat”, Fowles reflectă asupra procesului său de scriere. El a spus că avea o imagine în toamna anului 1966 a: „O femeie [care] stă la capătul unui chei pustiu și privește spre mare. El a stabilit că ea aparține unei „epoci victoriene” și avea calități „misterioase” și „vag romantice”. El a făcut o notă la acea vreme despre funcția romanului: „Nu încercați să scrieți ceva care unul dintre romancierii victorieni a uitat să scrie; dar poate că unul dintre ei nu a reușit să scrie. Și: Amintiți-vă de etimologia cuvântului. Un roman este ceva nou. Trebuie să aibă relevanță pentru scriitorul de acum - așa că nu vă prefaceți niciodată că trăiți în 1867 sau asigurați-vă că cititorul știe că este o prefăcere. "Într-un comentariu anexat, datat „27 octombrie 1967”, scrie că a terminat prima versiune a romanului cu aproximativ 140.000 de cuvinte. De-a lungul eseului, Fowles descrie multiple influențe și probleme importante pentru dezvoltarea romanului, inclusiv datoria sa față de alți autori, cum ar fi Thomas Hardy.  În eseu, el descrie surpriza că personajul feminin Sarah a preluat rolul principal în roman.  Mai târziu, Fowles a descris alte influențe care modelează dezvoltarea personajelor, menționând că personajele și povestea femeii locotenentului francez au fost derivate vag din romanul Ourika (1823) al Claire de Duras, care prezintă o aventură tragică între o femeie africană și un militar francez.  Fowles a publicat ulterior o traducere din 1977 a Ourika în engleză.

## Rezumat
Acțiunea romanului se petrece la mijlocul secolului al XIX-lea, iar protagonista este Sarah Woodruff, femeia la care se face referire în titlu, alte variante fiind și „Tragedie” sau „Târfa locotenentului francez”. Sarah locuiește în orașul de coastă Lyme Regis ca o femeie în dizgrație, despre care se presupune că ar fi fost abandonată de un ofițer francez pe nume Varguennes, care se întorsese în Franța și se căsătorise acolo. Angajată ca servitoare în gospodăria evlavioasei doamne Poulteney, ea își petrece o parte din puținul timp liber pe care îl are pe The Cobb, un debarcader de piatră de unde privește spre mare.
Într-o zi, Charles Smithson, un gentleman orfan, și Ernestina Freeman, logodnica lui și fiica unui comerciant bogat, o văd pe Sarah mergând de-a lungul stâncii. Ernestina începe să-i povestească lui Charles despre Sarah, iar el devine tot mai curios. Deși continuă să o curteze pe Ernestina, Charles se întâlnește de trei ori cu Sarah, iar ea îi povestește trecutul ei și îl roagă să o sprijine emoțional și social. Totodată, el află că și-ar putea pierde poziția de moștenitor al unchiului său bătrân, care se logodise cu o femeie destul de tânără pentru a-i face un copil. Între timp, servitorul lui Charles, Sam, se îndrăgostește de Mary, servitoarea mătușii Ernestinei.
De fapt, Charles s-a îndrăgostit treptat de Sarah și o sfătuiește să plece din Lyme în Exeter. Întorcându-se dintr-o călătorie pentru a-l avertiza pe tatăl Ernestinei despre moștenirea sa incertă, Charles se oprește în Exeter ca și cum ar fi vrut să o viziteze pe Sarah. În acest punct, naratorul, care intervine de-a lungul romanului și devine ulterior el însuși un personaj, oferă trei variante diferite pentru finalul romanului:
- Primul final: Charles nu o vizitează pe Sarah, ci se întoarce imediat la Lyme pentru a-și reafirma dragostea pentru Ernestina. Cei doi se căsătoresc, deși nu vor fi niciodată cu adevărat fericiți, iar Charles se apucă de comerț sub patronajul tatălui Ernestinei, domnul Freeman. Naratorul sesizează lipsa informațiilor despre soarta Sarei. Charles îi povestește Ernestinei despre o presupusă întâlnire a sa cu „târfa locotenentului francez”, dar omite detaliile sordide și totul se încheie aici. Naratorul respinge acest final drept o fabulație a lui Charles, înainte ca evenimentele alternative ale întâlnirii ulterioare cu Ernestina să fie descrise. Criticul Michelle Phillips Buchberger descrie acest prim final ca fiind „o aparență de verosimilitate în stilul tradiționalului sfârșit fericit” din romanele victoriene autentice.[5]

Înainte de al doilea și al treilea final, naratorul apare ca un personaj care împarte un compartiment de tren cu Charles. El aruncă o monedă pentru a determina ordinea în care va portretiza celelalte două finaluri posibile și subliniază plauzibilitatea lor egală. Acestea sunt după cum urmează:
- Al doilea final: Charles și Sarah întrețin o relație intimă, în urma căreia Charles își dă seama că era virgină. Apoi, el pune capăt logodnei cu Ernestina și o cere în căsătorie pe Sarah printr-o scrisoare. Sam, servitorul lui Charles, nu reușește să livreze scrisoarea, iar după ce Charles rupe logodna, este dezonorat de tatăl Ernestinei. Unchiul lui se căsătorește, iar soția acestuia este însărcinată cu viitorul moștenitor, garantând astfel pierderea moștenirii așteptate. Pentru a scăpa de marginalizarea socială și de depresia cauzate de logodna ruptă, Charles pleacă în călătorie în Europa și America. Neștiind nimic despre cererea în căsătorie din partea lui Charles, Sarah fuge la Londra fără să-i spună iubitului ei. În timpul călătoriilor lui Charles în străinătate, avocatul său o caută pe Sarah și o găsește doi ani mai târziu, locuind în casa din Chelsea a pictorului și poetului Dante Gabriel Rossetti, pe strada Cheyne Walk, unde se bucură de o viață boemă, creativă. Sarah îi arată lui Charles copilul care s-a născut din relația lor, lăsându-i speranța că vor putea fi împreună toți trei.
- Al treilea final: Naratorul reapare în fața casei de pe Cheyne Walk și dă înapoi ceasul de buzunar cu cincisprezece minute. Evenimentele sunt aceleași ca în versiunea a doua, însă reîntâlnirea dintre Charles și Sarah este una nefericită. Noul final nu explică în mod clar filiația copilului și Sarah nu își exprimă interesul de a reînnoda relația. Charles părăsește casa, cu intenția de a se întoarce în Statele Unite, întrebându-se dacă nu cumva Sarah este o femeie mincinoasă, care l-a manipulat și a profitat de el.

## Personaje
- Naratorul – ca și în alte lucrări de metaficțiune, vocea naratorului intervine frecvent în poveste cu o personalitate proprie. Deși vocea pare a fi cea a lui Fowles, Magali Cornier Michael notează că în capitolul 13, în care se discută rolul autorului și al naratorului în ficțiune, se face distincție între rolul autorului în text și cel al naratorului.[6] Alice Ferrebe descrie naratorul ca fiind atât o lentilă pentru criticarea rolurilor tradiționale de gen, cât și o perpetuare a perspectivelor asupra identității de gen perpetuate de perspectiva masculină.[7]
- Sarah Woodruff – protagonista principală, conform naratorului. Fostă guvernantă, ea cade în dizgrație după o relație amoroasă ilicită, dar neconsumată, cu un locotenent naval francez rănit, care ajunsese la țărm. Criticul feminist Magali Cornier Michael susține că Sarah este mai degrabă un dispozitiv pentru a crea intriga, nu poate fi privită ca personaj principal, deoarece gândurile și motivațiile ei sunt interpretate doar din perspectiva personajelor masculine din exterior. Sarah oferă o reprezentare a mitului sau simbolului într-o perspectivă masculină asupra femeilor.[8]
- Charles Smithson – personajul principal masculin. Deși s-a născut într-o familie cu legături strânse cu nobilimea, Smithson nu deține un titlu, dar are un venit considerabil și o educație adecvată. La începutul romanului, el este descris atât ca naturalist ocazional, cât și ca darwinist. Deși se străduiește să devină un om emancipat, cu mentalitate liberă, naratorul subliniază adesea, prin comentarii asupra acțiunilor și situației lui Smithson, că identitatea sa este puternic înrădăcinată în sistemul social tradițional.[8] Mai mult, identificarea conflictuală cu forțele sociale, cum ar fi știința și religia, îl aruncă pe Smithson într-o criză existențială.[9]
- Ernestina Freeman – logodnica lui Smithson și fiica unui proprietar de magazine universale din Londra. Spre deosebire de Sarah, temperamentul Ernestinei este mult mai puțin complex și mult mai simplist.
- Sam Farrow – servitorul lui Charles din Hackney,cu aspirații de a deveni neguțător de mercerie. De-a lungul romanului, Sam devine modelul naratorului pentru oamenii din clasa muncitoare din Marea Britanie victoriană, comparând identitatea lui Sam cu ignoranța lui Charles în această privință. Potrivit criticului David Landrum, tensiunea dintre Sam și Charles Smithson demonstrează lupta de clasă marxistă, deși acest aspect al romanului este adesea ignorat de criticile care subliniază relația lui Charles cu Sarah.[10]
- Dr. Grogan – un medic irlandez din orașul Lyme Regis, care tratează diversele familii de vază din oraș și devine și medicul lui Charles. Educația și pasiunea lui pentru Darwin și alte teorii asemănătoare îl fac un bun partener pentru Charles.
- Domnul Freeman – tatăl Ernestinei, și-a câștigat averea ca proprietar al unui lanț de magazine de draperii și haine. El „reprezintă clasa antreprenorială în creștere din Anglia”, în contrast puternic cu familiile de origine nobilă din care provine Smithson.[10]
- Doamna Tranter – un membru proeminent al societății locale, care este prietenă cu dr. Grogan și, ca mătușă maternă, o găzduiește pe Ernestina în timpul șederii ei.
- Doamna Poulteney – o văduvă bogată și, la începutul romanului, patroana Sarei Woodruff. Ipocrită și hipersensibilă, ea întruchipează arhetipul ticăloșiei din înalta societate.
- Mary – servitoarea doamnei Tranter și viitoarea soție a lui Sam Farrow, este un personaj tipic clasei inferioare din societatea victoriană.
- Montague - avocatul de familie al lui Charles Smithson, angajat al unei firme care exista încă din secolul al XVIII-lea. Cu doar câțiva ani mai în vârstă decât Charles, el își ajută clientul să o găsească pe Sarah.

## Stil și structură
La fel ca multe alte romane postmoderne, Fowles folosește mai multe tehnici stilistice și structurale diferite pentru a-și evidenția interesele tematice în ,, Femeia locotenentului francez’’. Când discută despre aceste preocupări stilistice, criticii literari mențin comentarii cu privire la importanța naratorului și a narațiunii, referințele intertextuale la alte opere literare și finalele multiple.

## Narațiune
De-a lungul romanului, vocea narativă omnisciană, alături de o serie de note de subsol, se reflectă cu un ton obiectiv pe o serie de dispozitive de complot, dificultatea autorului de a controla personajele. Convențiile care sunt așteptate de la un,, roman  victorian’’ ; și, analiza diferențelor dintre obiceiurile și clasa secolului al XIX-lea. Naratorul a revenit adesea la subiecte de interes pentru literatură și știință din acea perioadă, la fel ca teoriile lui Charles Darwin și Charles Lyell, politica radicală a lui Karl Marx, și lucrările lui Matthew Arnold, Alfred, Lord Tennyson, and Thomas Hardy.
Printr-o voce metaficțională și metaistorică, narațiunea contemporană, postmodernă pune la îndoială rolul autorului și al istoricului în gândirea trecutului. În acest articol se discută după utilizarea paratextului sau a textului contextualizant tipărit în carte, cum ar fi notele de subsol și epigrafele.
Deboarh Bowen sustine că paratextul îl obligă pe cititor, la fel ca în alte lucrări postmoderne să regândească importanța unui astfel de material periferic care, în alte contexte, va fi trecut cu vederea în privința preferinței pentru textul principal. În loc să completeze frumos complotul principal și să adauge sens, aceste elemente paratextuale pot distrage atenția de la eficacitatea romanului și pot provoca autoritatea vocii narative.

## Intertextualitate
Dincolo de intervenția naratorului și de sublinierea interpretărilor particulare ale textului, abordarea metaficțională a cărții se bazează adesea pe referințe intertextuale pentru a oferi comentarii suplimentare.
În epigrafele fiecărui capitol, cartea indică o serie de texte și idei importante din secolul al XIX-lea. Parțial, referințele la alte texte acționează în ,, joc ironic ‘’, parodiat de modul în care romanul emulează alte convenții victoriene de-a lungul textului. Linda Hutcheons descrie lucrările lui Willian Thackery, George Eliot, Charles Dickens, Froude și Thomas Hardy ca inspirații directe pentru această parodie. În discuția sa despre știință și religie din roman, John Glendening remarcă faptul că ambele comentarii ale personajelor, la pubicațiille lui Darwin, împreună cu epigrafele menționând acele lucruri, contribuind direct la noul accent pe știința care înlocuiește religia.
În mod similar, citându-l pe Marx cu primul epigraf, împreună cu mai multe epigrafe, romanul direcționează atenția tematică asupra problemelor socio-economice din cadrul romanului. Deborah Bowen descrie criticii literari care se luptă să găsească lecturi ale epigrafelor care explorează temele romanului și susține ca relația slabă dintre epigrafe și text ,,disperseaza autoritatea vocii narative, distrugându-i astfel puterea de a vorbi ca filolog’’. Pentru Bowen, epigrafele susțin satira convențiilor de ficțiune victoriene din roman.

## Mai multe finaluri
Adesea criticii vor comenta finalul multiplu al romanului. Fiecare oferă un posibil final pentru căutarea lui Sarah către Charles: primul se încheie cu Charles, căsătorindu-se cu Ernestina, al doilea cu stabilirea cu succes a unei relații cu Sarah și al treiea cu Charles aruncat înapoi în lume fără parteneră.
Michelle Phillips Buchbergers discută despre acest final ca o demonstrație a ,, respingerii Fowler a unei mimesis înguste’’  a realității ; mai degrabă Fowles prezintă această multiplicitate de finaluri pentru a evidenția rolul autorului în alegerile de complot. Nu este suficient să sugerăm că romanul cu finalurile sale multiple este un simplu experiment cu formă naratuivă. ,, Mai este ceva în el’’, după cum spune Mandal, ,, un impas care rezistă oricărei rezoluții diecte a poveștii’’. La urma urmei, forma unei narațiuni este determinată de conținutul ei. Este Sarah Woodruff,, conținutul cărui personaj produce posibilități multiple și contradictorii’’ pentru narațiune.

## Teme
Deși este un bestseller, romanul a primit, de asemenea, un control semnificativ de către criticii literari. Mai ales în timpul anilor 1960 și 70, un roman cu o mare popularitate și o analiza academica semnificativa este de neobișnuit; în studiul literar, canonul și apărătorii săi academici s-au focusat adesea pe lucrări „mari literare” care nu aveau mari urmări populare.
În studiul său despre postmodernism, Linda Hutcheon a descris binarul de interes popular și academic al femeii locotenentului francez ca un paradox similar cu binarele tematice postmoderne produse în conținutul romanului.Datorită importanței sale de la publicare, romanul a primit o varietate de reexaminări academice diferite în lumina numeroaselor abordări critice și tematice. Unele dintre cele mai populare preocupări pentru roman sunt discutarea genului, în special întrebarea „Este romanul un roman feminist?”, Implicarea sa în concepte metaficționale și metaistorice și tratamentul său asupra științei și religiei.

## Geneza
Romanul creează o serie de binare între bărbați și femei. Michelle Phillips Buchberger susține că Femeia locotenentului francez, împreună cu Fowles, două romane anterioare The Collector (1963) și The Magus (1965), descrie un binar fundamental între personajele masculine și feminine: personajele feminine acționează ca un set de elită de „creatori” "sau" personaje educate, vizionare și predominant feminine "care oferă facilitarea evoluției" în termeni existențiali "a" colecționarilor "masculini, ale căror trăsături sunt prezente în toți protagonistii masculini defecți ai lui Fowles.
Deși recunoaște astfel de binare în rolul personajelor, criticul Alice Ferrebe nu tratează aceste binare ca elemente tematice necesare. Mai degrabă, binarele demonstrează ceea ce ea numește o „politică scopică” de gen, sau o politică creată de o privire (care nu este diferită de „privirea masculină” observată în studiile cinematografice), care construiește un gen artificial binar de gen în primele romane ale lui Fowle (spre deosebire de la o multiplicitate de genuri construite social).Pentru Ferrebe, acest binar creează o tensiune, mai ales cu Sarah, care devine un „alt” violent fetișizat și obiectivat, diferențiat de personajele masculine precum Charles.

## Roman feminist
O serie de critici au tratat romanul ca pe un roman feminist. Naratorul romanului demonstrează și proclamă o abordare feministă a femeilor: Sarah este prezentată ca o femeie mai eliberată și mai independentă, în comparație cu celelalte personaje feminine model, cum ar fi Ernestina și mătușa ei. Într-un interviu din 1985 realizat de Jan Relf, Fowles s-a declarat „feminist”.
Magali Cornier Michael critică această lectură a textului, spunând că dependența covârșitoare a romanului de perspectiveleasupra femeilor și feminismului împiedică romanul să îndeplinească obiectivele feministe.în mod similar, Michelle Phillips Buchberger susține că Iubita locotenentului francez, împreună cu cele două romane anterioare ale lui Fowles The Collector (1963) și The Magus (1965), au proclamat un „pseudo-feminism” în timp ce susțineau unele idei feministe; dar, spune ea, sunt pătrunși de un „fetișism [de femei care] perpetuează ideea de femeie ca„ altă ”upra femeilor și feminismului împiedică romanul să îndeplinească obiectivele feminist.
În mod similar, Michelle Phillips Buchberger susține că Femeia locotenentului francez, alături de cele două romane anterioare ale lui Fowles The Collector (1963) și The Magus (1965), au proclamat un „pseudo-feminism” în timp ce susțineau unele idei feministe; dar, spune ea, sunt pătrunși de un „fetișism [de femei care] perpetuează ideea de femeie ca„ altă.
Alice Ferrebe mai observă că, în ciuda încercărilor lui Fowles de a critica valorile masculine, romanele sale rămân fantezii masculine demonstrative ale „compromisurilor și contradicțiilor” create de situația de gen în care scria.
Alți critici literari, precum William Palmer, Peter Conradi, Bruce Woodcock și Pamela Cooper, au criticat, de asemenea, afirmațiile lui Fowles față de o perspectivă și o reprezentare feminista.Prezentarea lui Sarah de către Fowles, unul dintre cele mai enigmatice personaje feminine din istoria literară, este, de asemenea, informată psihanalitic. Fowles însuși era interesat de psihologia bărbaților și femeilor.Enigma feminității, mitul masculinității și imposibilitatea relației bărbat-femeie sunt câteva dintre temele cruciale. Prin răspândirea deliberată a minciunilor despre Sarah și relația ei cu Charles, Fowles aduce în mod strălucit diferitele aspecte ale feminității care au potențialul de a autentifica, amenința și expune vanitatea subiecților masculini.

## Metaficțiune, istoriografie și metahistorie
În studiul său important al postmodernității și al poeticii sale în literatură, Linda Hucheon descrie acest roman ca fiind definitiv al unui gen pe care îl numește „metaficție istoriografică”.
Ea definește acest gen postmodern drept „romane cunoscute și populare, care sunt ambele intens autoreflexive, dar paradoxal pretind, de asemenea, la evenimente și personaje istorice.
În mod tipic postmodern, acest gen de ficțiune combină crearea de narațiuni imaginate cu critici asupra diferitelor moduri în care creăm cunoștințe, cum ar fi istoria și literatura.
Importantă pentru discuția ei despre stilul postmodern al genului, narațiunea autoreflexivă a femeii locotenentului francez face legătura între diferite discursuri care de obicei rămân separate, precum istoria academică, critica literară, filosofia și literatura.
Reprezentările textului din trecut introduc perspective anacronice asupra timpului și a personajelor. De exemplu, în articolul ei bazat pe studii career, „Romantic Romantic, Gender and Heterosexuality”, Lisa Fletcher susține că Femeia locotenentului francez, bazându-se pe o „bună poveste de dragoste” ca mijloc central de reprezentare a trecutului, proiectează un contemporan sexualitate hetero-normativă asupra istoriei Angliei victoriene.
Pentru Fletcher, tratamentul paradoxal al lui Fowles față de Sarah atât ca personaj victorian, cât și ca „femeie modernă” dorită, prin gesturi feministe și tensiune sexuală între Charles și Sarah, limitează personajele istorice și experiența lor la romantismul heterosexual stereotip. Fletcher consideră că, în general, textul creează o perspectivă stereotipă și limitată asupra trecutului, în esență „heterosexualizând trecerea (și relația cu) istorie”.

## Știință și religie
Accentul pus pe o relație conflictuală între știință și religie apare frecvent atât în studiile istorice ale istoriei victoriene, cât și în romanele neo-victoriene.
În capitolul său despre Femeia locotenentului francez din cartea sa, Evoluție și Iisus necrucificat, John Glendening susține că romanul lui Fowles este unul dintre primele romane neo-victoriene care se ocupă de dinamica creată între știință și religie în identitatea victoriană. Glendening notează că, în general, „ideile și convențiile creștine devin adecvate în slujba unei versiuni seculare și extinse a adevărului”.Glendening spune că Fowles folosește comentarii asupra darwinismului „pentru a comenta personaje și experiența lor și pentru a transmite o viziune asupra realității naturale și umane opuse doctrinei creștine și, în limitele supuse filozofiei existențialiste”.În general, Glendening vede ideile de știință și religie ca fiind centrale pentru identitățile personale și sociale care se dezvoltă în cadrul romanului, dar creând binare simbolice conflictuale. El sugerează că Fowles manevrează aceste forțe conflictuale pentru a favoriza o auto-revelație existențială expusă prin personajul principal al lui Smithson, ducând la concluzia că „libertatea implicită în acceptarea înstrăinării ar trebui exercitată pentru a o depăși.

## Recepție contemporană
Romanul a primit o atenție critică mixtă la publicarea inițială. Criticii și-au concentrat atât lauda,cât și critica asupra stilului, complotului și abordării metaficțiunii și metaistoriei. Urmăoarele exemplifică acele  răspunsuri.
Revista New York Times din noiembrie 1969 de Christopher Lehmann-Haupt avertiza că ,, să fim siguri că există doar un butuc pe foc. Dacă, din nefericire îți lipsește șemineul prin care ar trebui citită această carte, pune un ceas cu alarmă. ‘’
Lehmann-Haupt a gasit cartea ca fiind ,, irezistibil de romancieră pe care a degizat-o într-un romantism victorian’’, totuși construcția metaficțională până la final ,,explodează pozitiv toate presupunerile sensibilităților noastre victoriene.’’ Revista ,, Time’’ din noiembrie 1969 a descris romanul ca fiind ,, talent inventiv și pătrunzător la locul de muncă pe acea formă arhaică’’. În martie 1970, revista ,, American Libraries’’ a numit romanul drept unul dintre ,, cărțile notabile din 1969’’, numindu-l ,, o îmbinare reușită a două lumi, așa cum scrie autorul în terminologia modernă a erei  victoriene.’’ Nu toate recenziile au fost pozitive; de exemplu, Roger  Sale din The Hudson Review a criticat în mare măsură romanul, spunând:,, Uneori se pare că comentariul nu este atât de rău, iar romanul îngrozitor, dar în altele Fowles face ca romanul să funcționeze și comentariile sunt jenant de vulgare.’’ În cele din urmă, recenzorul a ajuns la concluzia că romanul a fost ,, poticnit și obosit și mult prea lung, dar curios și atrăgător.’

## Istoria publicării
Romanul a fost retipărit în numeroase ediții și tradus în multe limbi:     taiwaneză, daneză, olandeză, finlandeză, maghiară, italiană, norvegiană,     portugheză, chineză, germană, rusă, poloneză și spaniolă.Romanul a fost     publicat inițial în 1969 de Little Brown and Company atât în Boston, cât și în Toronto. Romanul a fost     publicat, de asemenea, într-o serie de ediții în limba engleză de la     diferiți editori, reprezentați în lista următoare (cu data publicării în     paranteză). Associated Reprinting Co. (1969)
- Cape (June 1969)
- International Collectors Library (1969)
- Jonathan Cape (1969)
- New American Library of Canada (1969)
- Penguin (1969)
- Triad Granada (1969)
- Trinity Press (1969)
- New American Library (1970)
- Penguin (December 1970)
- London World Books (1971)
- Panther (1971)
- Triad Granada (1977)

Franklin Library (Privately Printed, 1979)
- NAL/Dutton (Oct. 1981)
- New York American Library (1981)
- Penguin (Oct. 1981)
- Pan Books in association with Jonathan Cape     (1987)
- New American Library (1989)
- Soho Press, Inc. (1990)
- William A. Thomas Braille Bookstore (1990)
- Hodder & Stoughton Educational (1991)
- Picador (1992)
- Buccaneer Books, Inc. (1994)
- Vintage (1996)

Back Bay Books (1998)

## Moștenire
Popularitatea generală a femeii locotenentului  francez a inspirat mai multe răspunsui în roman, mai ales lucrarea altor autori și adaptarea la film și teatru

## Raspuns literar
Cel mai proeminent răspuns al romanului este A.S. Romanul câștigător al premiului Booker din 1990 al lui Byatt, Deținere. Ea își descrie romanul în mod deliberat la modelul metafuncției postmoderne pe care criticii și-au descris motivația pentru a răspunde în eseurile ei din ,,Despre istorii și povești’’, spunând:
Fowles a spus că naratorul din secolul al XIX-lea își asumă atotștiința unui zeu. Cred că este mai degrabă opusul- acest tip de narator de ficțiune se poate strecura mai aproapte de sentimentele și viața interioară a personajelor-precum și furnizarea unui refren grecesc  decât a unei mimici la persoana întâi. În ,, Posesie’’, am folosit acest tip de narator în mod deliberat de trei ori în narațiunea istorică-întotdeauna pentru a spune ceea ce istoricii și biografii ficțiunii mele nu au descoperit niciodată, întotdeauna pentru a spori intrarea imaginativă a cititorului în lumea textului.

## Adaptare
Romanul a fost adaptat ca un film în 1981, scris de dramaturgul Harold Pinter și regizat de Karel Reisz. Personajul de producție a inclus compozitorul Carl Davis și cinematograful Freddie Francis. Filmul cu Meryl Streep și Jeremy Irons în rolurile principale a fost nominalizat la cinci premii Oscar: Steep a fost nominalizată la Oscar pentru cea mai bună actriță și filmul a fost nominalizat la Premiul Oscar pentru cea mai bună scriere, dar ambele au pierdut în fața lui On Golden Pond. Strepp a caștigat BAFTA și un Glob de Aur pentru cea mai bună actriță. Muzica filmului și sunetul au câștigat BAFTAs, în ciuda faptului că nu au câștigat Oscarul. Pinter a fost nominalizat la premiul de  GLOBUL DE AUR pentru cel mai bun scenariu și munca în ansamblu în categoria CEL MAI BUN FILM-DRAMĂ.
În 2006 o versiune scenică a lui Mark Healy a făcut un turneu în Marea Britanie
Tot în 2006 BBC RADIO 4 a produs o adaptare a două episoade de o oră, cu John Hurt în rolul principal .